# Drymodes
A Drymodes  a madarak osztályának verébalakúak (Passeriformes) rendjébe és a cinegelégykapó-félék (Petroicidae) családjába tartozó nem.

## Rendszerezésük
A nemet John Gould angol ornitológus írta le 1841-ben, az alábbi fajok tartoznak ide:
- Drymodes beccarii[1] vagy Drymodes superciliaris beccarii[2]
- Drymodes superciliaris
- Drymodes brunneopygia

## Előfordulásuk
Új-Guinea és Ausztrália területén honosak. Természetes élőhelyeik a szubtrópusi vagy trópusi síkvidéki esőerdők, lombhullató erdők, szavannák és cserjések. Állandó, nem vonuló fajok.

## Megjelenésük
Testhosszuk 18,5–22 centiméter közötti.

## Életmódjuk
Gerinctelenekkel táplálkoznak.